# Kata’ib at-Tauhid wa-al-Dżihad
Kata’ib at-Tauhid wa-al-Dżihad (arab. ‏كتاب التوحيد والجهاد‎, kirg. Катибат аль-Таухид ва аль-жихад, uzb. Tavhid va jihod katibasi, tłum. Brygady Jednobóstwa i Dżihadu) – dżihadystyczna formacja zbrojna skupiająca bojowników pochodzenia uzbeckiego i kirgiskiego.

## Działalność
Grupa została założona w 2014 przez Siradżuddina Muchtarowa.
W 2015 roku grupa ta, przy wsparciu Dżabhat an-Nusra i Adżnad al-Kawkaz, próbowała utworzyć własną strefę wpływów w północno-zachodniej Syrii.
W 2016 grupa dokonała zamachu terrorystycznego na ambasadę Chin w Kirgistanie.
W marcu 2022 grupa ta została uznana za organizację terrorystyczną przez USA. 8 września 2022 Siradżuddin Muchtarow został zabity w rosyjskim nalocie nieopodal Idlibu w Syrii.